# Galanin
Galanin là một neuropeptide được mã hóa bởi gen GAL, được biểu hiện rộng rãi trong não, tủy sống và ruột của người cũng như các động vật có vú khác. Tín hiệu Galanin xảy ra thông qua ba thụ thể kết hợp protein G. 
Vai trò chức năng của galanin vẫn chưa được biết rõ; tuy nhiên, galanin chủ yếu liên quan đến điều chế và ức chế các tiềm năng hành động trong tế bào thần kinh. Galanin có liên quan đến nhiều chức năng sinh học, bao gồm: hấp thụ, thức và ngủ, nhận thức, cho ăn, điều hòa tâm trạng, điều hòa huyết áp, nó cũng có vai trò trong việc phát triển cũng như đóng vai trò là yếu tố chiến đấu. Các tế bào thần kinh Galanin trong khu vực tiền sản trung gian của vùng dưới đồi có thể chi phối hành vi của cha mẹ. Galanin có liên quan đến một số bệnh bao gồm bệnh Alzheimer, động kinh cũng như trầm cảm, rối loạn ăn uống và ung thư. Galanin dường như có hoạt động bảo vệ thần kinh vì quá trình sinh tổng hợp của nó tăng gấp 2-10 lần khi cắt nách trong hệ thần kinh ngoại biên cũng như khi hoạt động co giật xảy ra trong não. Nó cũng có thể thúc đẩy sự phát triển thần kinh.
Galanin chủ yếu là một chất ức chế, siêu phân cực neuropeptide và do đó ức chế giải phóng chất dẫn truyền thần kinh. Galanin thường được đồng địa hóa với các chất dẫn truyền thần kinh cổ điển như acetylcholine, serotonin và norepinephrine, và với các chất điều chế thần kinh khác như neuropeptide Y, cơ chất P và peptide đường ruột.

## Khám phá
Galanin lần đầu tiên được xác định từ chất chiết xuất từ ruột lợn vào năm 1978 bởi Giáo sư Viktor Mutt và các đồng nghiệp tại Viện Karolinska, Thụy Điển  bằng cách sử dụng kỹ thuật xét nghiệm hóa học phát hiện peptide theo cấu trúc alanine amide C-terminal. Galanin được gọi là vì nó chứa dư lượng glycine N-terminal và alanine C-terminal. Cấu trúc của galanin được xác định vào năm 1983 bởi cùng một nhóm và cDNA của galanin đã được nhân bản từ một thư viện tuyến yên trước chuột vào năm 1987.

## Phân phối mô
Galanin nằm chủ yếu trong hệ thống thần kinh trung ương và đường tiêu hóa. Trong hệ thống thần kinh trung ương, nồng độ cao nhất được tìm thấy ở vùng dưới đồi, với mức độ thấp hơn ở vỏ não và thân não. Galanin đường tiêu hóa có nhiều nhất ở tá tràng, với nồng độ thấp hơn trong dạ dày, ruột non và ruột kết.

## Kết cấu
| Loài                                        | 1     | 6     | 11    | 16       | 21      | 26!         |
| ------------------------------------------- | ----- | ----- | ----- | -------- | ------- | ----------- |
| Con lợn                                     | GWTLN | SAGYL | LGPHA | IDNHR    | SFHDK   | YG *        |
| Nhân loại                                   | GWTLN | SAGYL | LGPHA | V G NHR  | SF S DK | N GL T S ** |
| Bò                                          | GWTLN | SAGYL | LGPHA | L D S HR | SF Q DK | H GLA *     |
| Con chuột                                   | GWTLN | SAGYL | LGPHA | IDNHR    | SF S DK | H GL T *    |
| * C-terminal amide ** Axit tự do C-terminal |       |       |       |          |         |             |

Galanin là một peptide bao gồm một chuỗi gồm 29 amino acid (30 amino acid ở người) được tạo ra từ sự phân cắt của protein amino acid 123 được gọi là galanin tiền mã hóa, được mã hóa bởi gen GAL. Trình tự của gen này được bảo tồn cao giữa các loài động vật có vú, cho thấy hơn 85% tương đồng giữa chuột, chuột, nhím, bò và trình tự của con người. Trong các dạng động vật này, 15 amino acid đầu tiên từ đầu N giống hệt nhau, nhưng các amino acid khác nhau ở một số vị trí trên đầu C của protein.
Những khác biệt nhỏ trong cấu trúc protein có ảnh hưởng sâu rộng đến chức năng của chúng. Ví dụ, nhím và chuột galanin ức chế bài tiết insulin do glucose gây ra ở chuột và chó nhưng không có tác dụng đối với việc tiết insulin ở người. Điều này chứng tỏ rằng việc nghiên cứu ảnh hưởng của galanin và các peptide điều hòa khác trong các loài tự trị của chúng là điều cần thiết.
Họ protein galanin bao gồm bốn protein, trong đó GAL là người đầu tiên được xác định. Thứ hai là protein liên quan đến thông điệp galanin (GMAP), một peptide 59- hoặc 60-amino acid cũng được hình thành từ sự phân cắt của galanin prepro. Hai peptide khác, peptide giống galanin (GALP) và alarin, đã được xác định tương đối gần đây và cả hai đều được mã hóa trong cùng một gen, gen GALP tiền sản xuất. GALP và alarin được tạo ra bởi sự ghép nối sau phiên mã khác nhau của gen này.
| Galanin | Galanin           |
| Danh pháp | Danh pháp         |
| --- | ----------------- |
| Ký hiệu | Galanin           |
| Pfam | PF01296           |
| InterPro | IPR008174         |
| PROSITE | PDOC00673         |
| \| Cấu trúc protein hiện có: \| Cấu trúc protein hiện có: \| \| ------------------------- \| ------------------------- \| \| Pfam \| structures \| \| PDB \| RCSB PDB; PDBe \| \| PDBsum \| structure summary \| |                   |
| Cấu trúc protein hiện có: |                   |
| Pfam | structures        |
| PDB | RCSB PDB; PDBe    |
| PDBsum | structure summary |

| Cấu trúc protein hiện có: | Cấu trúc protein hiện có: |
| ------------------------- | ------------------------- |
| Pfam                      | structures                |
| PDB                       | RCSB PDB; PDBe            |
| PDBsum                    | structure summary         |

| Galanin message associated peptide (GMAP) | Galanin message associated peptide (GMAP) |
| Danh pháp | Danh pháp                                 |
| --- | ----------------------------------------- |
| Ký hiệu | GMAP                                      |
| Pfam | PF06540                                   |
| InterPro | IPR013068                                 |
| \| Cấu trúc protein hiện có: \| Cấu trúc protein hiện có: \| \| ------------------------- \| ------------------------- \| \| Pfam \| structures \| \| PDB \| RCSB PDB; PDBe \| \| PDBsum \| structure summary \| |                                           |
| Cấu trúc protein hiện có: |                                           |
| Pfam | structures                                |
| PDB | RCSB PDB; PDBe                            |
| PDBsum | structure summary                         |

| Cấu trúc protein hiện có: | Cấu trúc protein hiện có: |
| ------------------------- | ------------------------- |
| Pfam                      | structures                |
| PDB                       | RCSB PDB; PDBe            |
| PDBsum                    | structure summary         |

## Thụ thể
Tín hiệu Galanin xảy ra thông qua ba lớp thụ thể, GALR1, GALR2 và GALR3, tất cả đều là một phần của siêu họ thụ thể kết hợp protein G (GPCR). Các thụ thể Galanin được thể hiện trong hệ thống thần kinh trung ương, trong tuyến tụy và trên các khối u rắn. Mức độ biểu hiện của các thụ thể khác nhau khác nhau ở mỗi vị trí, và sự phân phối này thay đổi sau khi bị tổn thương tế bào thần kinh. Các thí nghiệm về chức năng của các phân nhóm thụ thể liên quan đến chủ yếu là chuột loại bỏ gen. Vị trí của thụ thể và sự kết hợp của các thụ thể bị ức chế hoặc kích thích ảnh hưởng lớn đến kết quả của tín hiệu galanin.